# Simultanee di José Raúl Capablanca

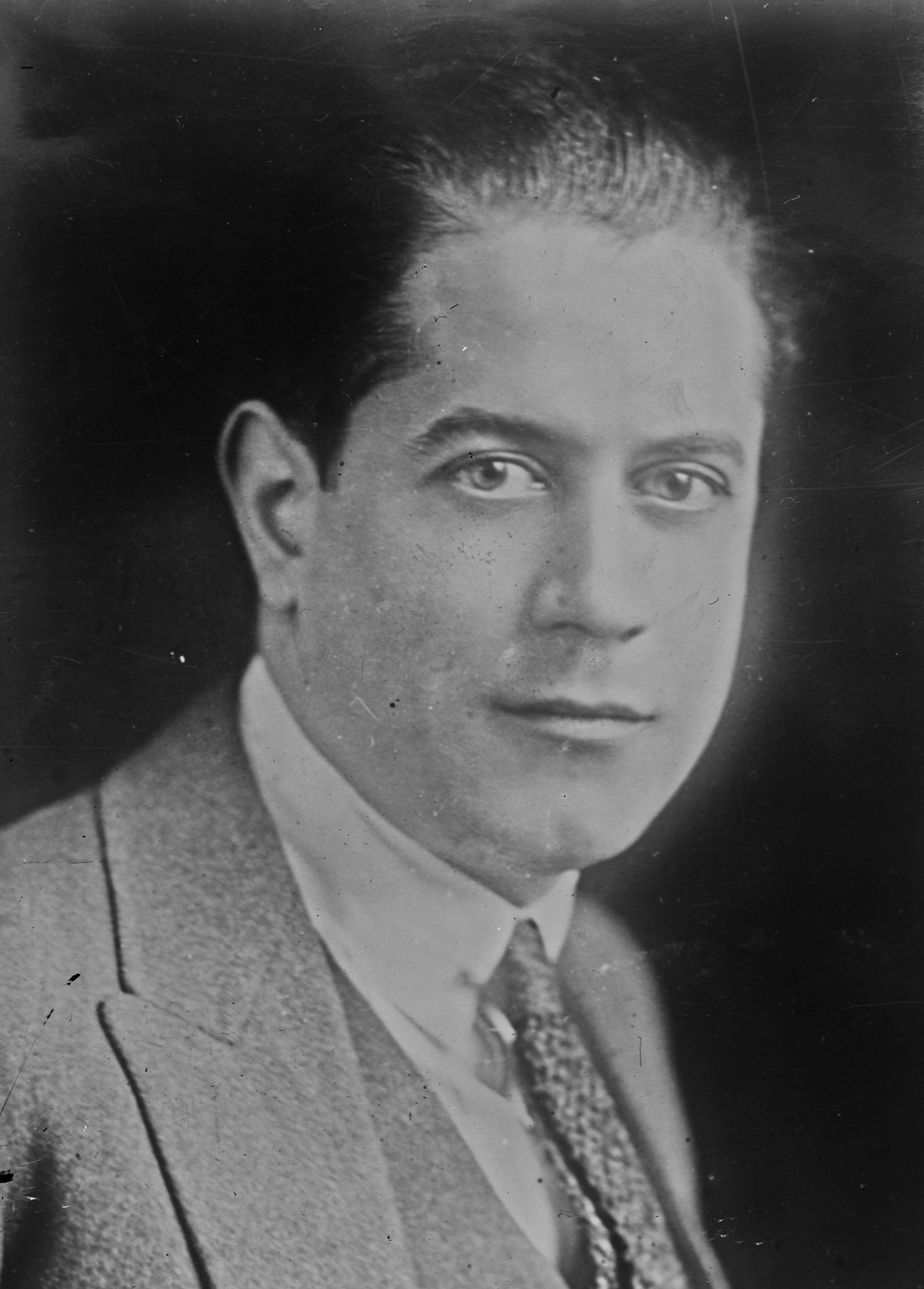
José Raúl Capablanca (1921)

Questo è un elenco in ordine cronologico di simultanee tenute da José Raúl Capablanca, terzo Campione del mondo di scacchi.
Oltre alle partite di torneo e match, Capablanca tenne oltre 500 simultanee in vari paesi dell'America del Nord, America Centrale, Sudamerica ed Europa. Questo elenco riporta solo quelle di cui si conosce data, luogo e risultato.
Note:
- La bandiera è quella dello stato a cui appartiene attualmente la città;
- La terza colonna indica il numero di scacchiere;
- L'elenco può essere incompleto.

## 1901–1910
| Città         | Data             | Nr. | Risultato | Note |
| ------------- | ---------------- | --- | --------- | ---- |
| L'Avana       | 26 ottobre 1901  | 8   | +7 –1 =0  | [2]  |
| New York      | 11 gennaio 1906  | 19  | +16 –2 =1 | [3]  |
| New York      | 28 marzo 1907    | 19  | +17 –0 =2 |      |
| New York      | 9 maggio 1907    | 22  | +22 –0 =0 | [4]  |
| Filadelfia    | 25 gennaio 1908  | 19  | +16 –2 =1 |      |
| Brooklyn      | 1 febbraio 1908  | 26  | +24 –1 =1 | [5]  |
| New York      | 4 dicembre 1908  | 17  | +15 –0 =2 |      |
| Filadelfia    | dicembre 1908    | 20  | +20 –0 =0 | [6]  |
| New York      | 5 gennaio 1909   | 25  | +20 –1 =4 | [7]  |
| Washington    | 6 gennaio 1909   | 23  | +18 –4 =1 | [8]  |
| Troy          | 12 gennaio 1909  | 25  | +25 –0 =0 |      |
| Schenectady   | 13 gennaio 1909  | 30  | +30 –0 =0 |      |
| Utica         | 15 gennaio 1909  | 11  | +11 –0 =0 |      |
| Rochester     | 16 gennaio 1909  | 13  | +13 –0 =0 |      |
| Buffalo       | 17 gennaio 1909  | 20  | +20 –0 =0 |      |
| Buffalo       | 18 gennaio 1909  | 10  | +10 –0 =0 |      |
| Toronto       | 19 gennaio 1909  | 23  | +23 –0 =0 |      |
| Cleveland     | 20 gennaio 1909  | 21  | +20 –0 =1 |      |
| Detroit       | 21 gennaio 1909  | 15  | +15 –0 =0 |      |
| Milwaukee     | 23 gennaio 1909  | 16  | +15 –0 =1 |      |
| Minneapolis   | 25 gennaio 1909  | 22  | +19 –1 =2 | [9]  |
| Saint Paul    | 26 gennaio 1909  | 6   | +6 –0 =0  |      |
| Forest City   | 27 gennaio 1909  | 25  | +25 –0 =0 |      |
| Sioux City    | 28 gennaio 1909  | 16  | +16 –0 =0 |      |
| Lincoln       | 29 gennaio 1909  | 17  | +13 –4 =0 |      |
| Lincoln       | 30 gennaio 1909  | 25  | +25 –0 =0 |      |
| Lincoln       | 30 gennaio 1909  | 16  | +15 –0 =1 |      |
| Des Moines    | 2 febbraio 1909  | 25  | +25 –0 =0 |      |
| Newton        | 3 febbraio 1909  | 17  | +17 –0 =0 |      |
| Kansas City   | 4 febbraio 1909  | 19  | +15 –4 =0 |      |
| Humboldt      | 5 febbraio 1909  | 28  | +28 –0 =0 |      |
| Saint Louis   | 8 febbraio 1909  | 18  | +16 –1 =1 |      |
| Saint Louis   | 9 febbraio 1909  | 18  | +17 –0 =1 |      |
| Memphis       | 11 febbraio 1909 | 17  | +13 –0 =4 |      |
| New Orleans   | 19 febbraio 1909 | 17  | +16 –0 =1 |      |
| Indianola     | 22 febbraio 1909 | 11  | +10 –1 =0 |      |
| Indianapolis  | 25 febbraio 1909 | 12  | +12 –0 =0 |      |
| Cincinnati    | 26 febbraio 1909 | 15  | +14 –0 =1 |      |
| Lexington     | 27 febbraio 1909 | 23  | +23 –0 =0 |      |
| Gambier       | 1 marzo 1909     | 23  | +23 –0 =0 |      |
| Pittsburgh    | 2 marzo 1909     | 48  | +41 –2 =5 | [10] |
| New York      | 1 aprile 1909    | 29  | +25 –0 =4 |      |
| Filadelfia    | 2 aprile 1909    | 22  | +16 –2 =4 |      |
| Montréal      | 29 giugno 1909   | 15  | +12 –0 =3 |      |
| Montréal      | 30 giugno 1909   | 17  | +15 –0 =2 |      |
| Hackensack    | 12 ottobre 1909  | 30  | +25 –0 =5 |      |
| Washington    | 14 ottobre 1909  | 15  | +13 –1 =1 | [11] |
| New York      | 4 novembre 1909  | 29  | +25 –2 =2 |      |
| Hoboken       | 5 novembre 1909  | 25  | +21 –1 =3 |      |
| New York      | 6 novembre 1909  | 26  | +22 –3 =1 |      |
| Hartford      | 11 novembre 1909 | 12  | +10 –1 =1 |      |
| Brooklyn      | 12 novembre 1909 | 30  | +27 –1 =2 |      |
| Montréal      | 17 novembre 1909 | 29  | +25 –2 =2 |      |
| Schenectady   | 19 novembre 1909 | 29  | +28 –0 =1 |      |
| Utica         | 20 novembre 1909 | 8   | +7 –0 =1  |      |
| Buffalo       | 22 novembre 1909 | 28  | +28 –0 =0 |      |
| Detroit       | 23 novembre 1909 | 11  | +10 –0 =1 |      |
| Chicago       | 24 novembre 1909 | 31  | +25 –4 =2 |      |
| Milwaukee     | 25 novembre 1909 | 13  | +13 –0 =0 |      |
| Minneapolis   | 26 novembre 1909 | 12  | +12 –0 =0 | [12] |
| Minneapolis   | 27 novembre 1909 | 14  | +11 –3 =0 | [13] |
| Saint Paul    | 27 novembre 1909 | 13  | +13 –0 =0 | [14] |
| Glencoe       | 29 novembre 1909 | 25  | +25 –0 =0 |      |
| Sioux City    | 1 dicembre 1909  | 17  | +16 –0 =1 |      |
| Lincoln       | 2 dicembre 1909  | 24  | +21 –0 =1 |      |
| Lincoln       | 3 dicembre 1909  | 14  | +13 –0 =1 |      |
| Lincoln       | 3 dicembre 1909  | 19  | +18 –1 =0 |      |
| Kansas City   | 4 dicembre 1909  | 11  | +10 –1 =0 |      |
| Topeka        | 6 dicembre 1909  | 51  | +50 –0 =1 |      |
| Saint Louis   | 8 dicembre 1909  | 23  | +21 –1 =1 |      |
| Saint Louis   | 9 dicembre 1909  | 22  | +19 –2 =1 |      |
| Memphis       | 11 dicembre 1909 | 10  | +10 –0 =0 |      |
| New Orleans   | 14 dicembre 1909 | 11  | +11 –0 =0 |      |
| New Orleans   | 16 dicembre 1909 | 12  | +11 –0 =1 |      |
| New Orleans   | 18 dicembre 1909 | 24  | +19 –2 =3 |      |
| Indianapolis  | 22 dicembre 1909 | 27  | +27 –0 =0 |      |
| Cleveland     | 23 dicembre 1909 | 28  | +25 –1 =2 |      |
| Filadelfia    | 6 gennaio 1910   | 19  | +15 –2 =2 | [15] |
| New York      | 17 febbraio 1910 | 29  | +25 –1 =3 |      |
| Brooklin      | 26 marzo 1910    | 30  | +27 –2 =1 | [16] |
| Richmond Hill | 17 maggio 1910   | 18  | +17 –2 =3 |      |
| Filadelfia    | 22 ottobre 1910  | 19  | +15 –2 =2 |      |
| New York      | 5 novembre 1910  | 28  | +23 –2 =3 |      |
| New York      | 6 novembre 1910  | 30  | +25 –3 =2 |      |
| Schenectady   | 25 novembre 1910 | 17  | +16 –0 =1 |      |
| Buffalo       | 26 novembre 1910 | 17  | +17 –0 =0 | [17] |
| Detroit       | 27 novembre 1910 | 17  | +16 –1 =0 |      |
| Chicago       | 28 novembre 1910 | 28  | +22 –3 =3 |      |
| Milwaukee     | 30 novembre 1910 | 12  | +12 –0 =0 |      |
| Minneapolis   | 5 dicembre 1910  | 16  | +15 –1 =0 |      |
| Lincoln       | 6 dicembre 1910  | 6   | +6 –0 =0  |      |
| Lincoln       | 7 dicembre 1910  | 10  | +9 –0 =1  |      |
| Kansas City   | 8 dicembre 1910  | 16  | +14 –0 =2 |      |
| Joplin        | 9 dicembre 1910  | 25  | +25 –0 =0 |      |
| Saint Louis   | 10 dicembre 1910 | 23  | +20 –1 =2 |      |
| Memphis       | 12 dicembre 1910 | 15  | +13 –1 =1 |      |

## 1911–1920
| Città                | Data              | Nr. | Risultato  | Note |
| -------------------- | ----------------- | --- | ---------- | ---- |
| New Orleans          | 14 gennaio 1911   | 14  | +11 –1 =2  |      |
| New Orleans          | 17 gennaio 1911   | 14  | +14 –0 =0  |      |
| Indianapolis         | 21 gennaio 1911   | 24  | +24 –0 =0  | [18] |
| Parigi               | 25 marzo 1911     | 8   | +7 –1 =0   | [19] |
| Francoforte sul Meno | 27 marzo 1911     | 23  | +19 –1 =3  |      |
| Norimberga           | 28 marzo 1911     | 33  | +27 –1 =5  |      |
| Monaco               | 29 marzo 1911     | 35  | +26 –0 =9  |      |
| Berlino              | 1 aprile 1911     | 43  | +36 –3 =4  |      |
| Amburgo              | 4 aprile 1911     | 30  | +26 –3 =1  |      |
| Berlino              | 8 aprile 1911     | 30  | +22 –4 =4  |      |
| Berlino              | 10 aprile 1911    | 29  | +26 –2 =1  |      |
| Colonia              | 11 aprile 1911    | 33  | +27 –3 =3  |      |
| Parigi               | 13 aprile 1911    | 22  | +18 –1 =3  | [20] |
| Buenos Aires         | 7 maggio 1911     | 30  | +25 –1 =4  |      |
| Buenos Aires         | 29 giugno 1911    | 40  | +36 –2 =2  | [21] |
| Bahía Blanca         | 2 luglio 1911     | 20  | +19 –0 =1  |      |
| Montevideo           | 6 luglio 1911     | 31  | +31 –0 =0  |      |
| Montevideo           | 11 luglio 1911    | 15  | +14 –0 =1  |      |
| Montevideo           | 12 luglio 1911    | 26  | +25 –1 =0  |      |
| Montevideo           | 15 luglio 1911    | 23  | +22 –0 =1  |      |
| La Plata             | 17 luglio 1911    | 12  | +12 –0 =0  |      |
| La Plata             | 19 luglio 1911    | 22  | +20 –0 =2  |      |
| Montevideo           | 2 agosto 1911     | 23  | +19 –0 =4  | [22] |
| Rotterdam            | 4 settembre 1911  | 25  | +23 –1 =1  | [23] |
| Leida                | 5 settembre 1911  | 25  | +23 –0 =2  |      |
| Rotterdam            | 6 settembre 1911  | 25  | +23 –1 =1  |      |
| Middelburg           | 7 settembre 1911  | 25  | +25 –0 =0  |      |
| L'Aia                | 8 settembre 1911  | 25  | +20 –3 =2  |      |
| Amsterdam            | 9 settembre 1911  | 25  | +21 –1 =3  |      |
| Copenaghen           | 23 settembre 1911 | 22  | +15 –3 =4  |      |
| Amburgo              | 26 settembre 1911 | 30  | +27 –2 =1  |      |
| Berlino              | 2 ottobre 1911    | 15  | +12 –1 =2  |      |
| Breslavia            | 4 ottobre 1911    | 35  | +34 –0 =1  |      |
| Allenstein           | 6 ottobre 1911    | 22  | +21 –0 =1  |      |
| Praga                | 7 ottobre 1911    | 36  | +17 –8 =11 |      |
| Praga                | 9 ottobre 1911    | 40  | +27 –7 =6  |      |
| Budapest             | 13 ottobre 1911   | 10  | +8 –2 =0   |      |
| Budapest             | 14 ottobre 1911   | 21  | +13 –2 =6  |      |
| Vienna               | 19 ottobre 1911   | 34  | +28 –3 =3  |      |
| Vienna               | 21 ottobre 1911   | 35  | +22 –5 =8  |      |
| Stoccarda            | 25 ottobre 1911   | 22  | +20 –1 =1  |      |
| Mannheim             | 29 ottobre 1911   | 35  | +31 –1 =3  |      |
| Francoforte sul Meno | 30 ottobre 1911   | 23  | +21 –1 =1  |      |
| Parigi               | 12 novembre 1911  | 40  | +37 –1 =2  |      |
| Londra               | 15 novembre 1911  | 28  | +16 –9 =3  | [24] |
| Londra               | 17 novembre 1911  | 26  | +25 –0 =1  |      |
| Birmingham           | 24 novembre 1911  | 28  | +24 –2 =2  | [25] |
| New York             | 5 dicembre 1911   | 21  | +18 –2 =1  |      |
| New York             | 7 dicembre 1911   | 26  | +24 –1 =1  |      |
| Newark               | 11 dicembre 1911  | 22  | +20 –2 =0  |      |
| Filadelfia           | 12 dicembre 1911  | 20  | +16 –3 =1  |      |
| New Orleans          | 15 aprile 1912    | 23  | +21 –1 =1  | [26] |
| New Orleans          | 18 aprile 1912    | 17  | +17 –0 =0  |      |
| New Orleans          | 20 aprile 1912    | 21  | +21 –0 =0  |      |
| De Queen             | 26 aprile 1912    | 30  | +30 –0 =0  |      |
| Saint Louis          | 1 maggio 1912     | 20  | +17 –1 =2  |      |
| Joplin               | 3 maggio 1912     | 21  | +21 –0 =0  |      |
| Lincoln              | 6 maggio 1912     | 20  | +19 –1 =0  |      |
| Bloomfield           | 8 maggio 1912     | 25  | +25 –0 =0  |      |
| Sioux City           | 9 maggio 1912     | 17  | +17 –0 =0  |      |
| Minneapolis          | 11 maggio 1912    | 15  | +12 –3 =0  |      |
| Minneapolis          | 11 maggio 1912    | 10  | +10 –0 =0  |      |
| Winnipeg             | 14 maggio 1912    | 20  | +20 –0 =0  |      |
| Winnipeg             | 15 maggio 1912    | 20  | +20 –0 =0  |      |
| Chicago              | 25 maggio 1912    | 16  | +14 –2 =0  |      |
| Chicago              | 30 maggio 1912    | 8   | +7 –1 =0   |      |
| Columbus             | 1 giugno 1912     | 17  | +17 –0 =0  |      |
| Louisville           | 3 giugno 1912     | 14  | +14 –0 =0  |      |
| Detroit              | 8 giugno 1912     | 15  | +14 –1 =0  | [27] |
| Brooklyn             | 23 novembre 1912  | 25  | +21 –1 =3  |      |
| New York             | 1 luglio 1913     | 25  | +25 –0 =0  |      |
| L'Avana              | 6 settembre 1913  | 12  | +12 –0 =0  |      |
| L'Avana              | 11 settembre 1913 | 10  | +7 –1 =2   |      |
| Londra               | 13 ottobre 1913   | 28  | +18 –7 =3  | [28] |
| Londra               | 17 ottobre 1913   | 7   | +7 –0 =0   | [29] |
| Parigi               | 18 ottobre 1913   | 27  | +24 –1 =2  |      |
| Parigi               | 25 ottobre 1913   | 33  | +28 –2 =3  |      |
| Francoforte sul Meno | 7 novembre 1913   | 25  | +23 –1 =1  |      |
| Berlino              | 9 novembre 1913   | 30  | +21 –2 =7  |      |
| Berlino              | 14 novembre 1913  | 30  | +23 –1 =6  |      |
| Berlino              | 21 novembre 1913  | 39  | +31 –2 =6  |      |
| Varsavia             | 24 novembre 1913  | 30  | +25 –3 =2  |      |
| Varsavia             | 25 novembre 1913  | 31  | +24 –4 =3  |      |
| Łódź                 | 26 novembre 1913  | 30  | +25 –3 =2  |      |
| San Pietroburgo      | 7 dicembre 1913   | 30  | +24 –3 =3  |      |
| San Pietroburgo      | 19 dicembre 1913  | 31  | +26 –2 =3  |      |
| Riga                 | 25 dicembre 1913  | 28  | +21 –1 =6  |      |
| Riga                 | 26 dicembre 1913  | 23  | +18 –1 =4  |      |
| Liepāja              | 28 dicembre 1913  | 26  | +24 –2 =0  |      |
| Dorpat               | 1 gennaio 1914    | 27  | +19 –5 =3  |      |
| Pskov                | 16 gennaio 1914   | 31  | +31 –0 =0  |      |
| San Pietroburgo      | 20 gennaio 1914   | 20  | +17 –2 =1  |      |
| Mosca                | 30 gennaio 1914   | 32  | +21 –7 =4  |      |
| Mosca                | 9 febbraio 1914   | 30  | +23 –5 =2  |      |
| Mosca                | 10 febbraio 1914  | 28  | +23 –5 =0  |      |
| Mosca                | 11 febbraio 1914  | 21  | +13 –5 =3  |      |
| Viborg               | 16 febbraio 1914  | 20  | +20 –0 =0  |      |
| Helsinki             | 17 febbraio 1914  | 30  | +25 –0 =5  |      |
| Helsinki             | 18 febbraio 1914  | 30  | +22 –7 =1  |      |
| San Pietroburgo      | 22 febbraio 1914  | 28  | +24 –2 =2  |      |
| Kiev                 | 2 marzo 1914      | 30  | +24 –5 =1  |      |
| Kiev                 | 3 marzo 1914      | 30  | +25 –2 =3  |      |
| San Pietroburgo      | 24 maggio 1914    | 30  | +27 –1 =2  | [30] |
| San Pietroburgo      | 28 maggio 1914    | 23  | +21 –1 =1  |      |
| San Pietroburgo      | 29 maggio 1914    | 27  | +23 –2 =2  | [31] |
| Buenos Aires         | 23 agosto 1914    | 34  | +33 –1 =0  | [32] |
| Buenos Aires         | 30 agosto 1914    | 30  | +29 –1 =0  |      |
| Buenos Aires         | 20 settembre 1914 | 30  | +28 –0 =2  |      |
| Buenos Aires         | 27 settembre 1914 | 30  | +25 –3 =2  |      |
| Buenos Aires         | 4 novembre 1914   | 25  | +22 –0 =3  |      |
| Brooklyn             | 26 gennaio 1915   | 25  | +22 –0 =3  |      |
| New York             | 4 febbraio 1915   | 32  | +29 –1 =2  |      |
| Brooklyn             | 12 febbraio 1915  | 65  | +48 –5 =12 |      |
| Washington           | 1 marzo 1915      | 34  | +34 –0 =0  | [33] |
| Washington           | 2 marzo 1915      | 16  | +14 –1 =1  |      |
| Kingston             | 6 marzo 1915      | 8   | +8 –0 =0   |      |
| Troy                 | 8 marzo 1915      | 36  | +36 –0 =0  |      |
| Utica                | 10 marzo 1915     | 24  | +23 –0 =1  |      |
| Syracuse             | 12 marzo 1915     | 24  | +24 –0 =0  |      |
| Cleveland            | 16 marzo 1915     | 29  | +28 –0 =1  |      |
| Chicago              | 20 marzo 1915     | 51  | +48 –0 =3  |      |
| Chicago              | 23 marzo 1915     | 21  | +21 –0 =0  |      |
| Chicago              | 26 marzo 1915     | 37  | +34 –0 =3  |      |
| Nashville            | 27 marzo 1915     | 27  | +26 –0 =1  |      |
| Memphis              | 29 marzo 1915     | 17  | +15 –0 =2  |      |
| New Orleans          | 1 aprile 1915     | 15  | +15 –0 =0  |      |
| New Orleans          | 3 aprile 1915     | 19  | +16 –1 =2  |      |
| New Orleans          | 6 aprile 1915     | 16  | +16 –0 =0  |      |
| Lafayette            | 7 aprile 1915     | 26  | +26 –0 =0  | [34] |
| Tampa                | 29 maggio 1915    | 32  | +31 –0 =1  |      |
| Tampa                | 30 maggio 1915    | 30  | +29 –0 =1  |      |
| Brooklyn             | 13 novembre 1915  | 30  | +28 –1 =1  | [35] |
| Filadelfia           | 19 novembre 1915  | 17  | +15 –1 =1  |      |
| Washington           | 20 novembre 1915  | 26  | +25 –0 =1  |      |
| Indianapolis         | 2 dicembre 1915   | 35  | +35 –0 =0  |      |
| Chicago              | 4 dicembre 1915   | 50  | +45 –5 =0  |      |
| Chicago              | dicembre 1915     | 18  | +18 –0 =0  |      |
| Chicago              | dicembre 1915     | 23  | +21 –1 =1  |      |
| Princeton            | 20 dicembre 1915  | 23  | +22 –0 =1  | [36] |
| New York             | 11 gennaio 1916   | 33  | +30 –1 =2  |      |
| New York             | 12 gennaio 1916   | 17  | +17 –0 =0  |      |
| Colorado Springs     | 27 marzo 1916     | 46  | +44 –1 =1  | [37] |
| Salt Lake City       | 1 aprile 1916     | 30  | +30 –0 =0  |      |
| Seattle              | 4 aprile 1916     | 16  | +14 –1 =1  |      |
| Seattle              | 5 aprile 1916     | 27  | +27 –0 =0  |      |
| Portland             | 4 aprile 1916     | 39  | +37 –2 =0  |      |
| Portland             | 6 aprile 1916     | 39  | +37 –2 =0  |      |
| Portland             | 8 aprile 1916     | 20  | +20 –0 =0  |      |
| San Francisco        | 11 aprile 1916    | 32  | +29 –0 =3  |      |
| San Diego            | 15 aprile 1916    | 16  | +14 –1 =1  |      |
| San Antonio          | 18 aprile 1916    | 25  | +23 –0 =2  |      |
| Austin               | 19 aprile 1916    | 25  | +25 –0 =0  |      |
| Dallas               | 21 aprile 1916    | 30  | +29 –0 =1  |      |
| New Orleans          | 25 aprile 1916    | 19  | +19 –0 =0  |      |
| New Orleans          | 29 aprile 1916    | 18  | +18 –0 =0  |      |
| Pittsburgh           | 3 maggio 1916     | 52  | +51 –0 =1  | [38] |
| New York             | 26 ottobre 1916   | 28  | +24 –1 =3  |      |
| Bethlehem            | 30 ottobre 1916   | 33  | +32 –0 =1  |      |
| Filadelfia           | 10 novembre 1916  | 22  | +20 –1 =1  |      |
| Cienfuegos           | 15 marzo 1918     | 20  | +19 –0 =1  |      |
| New York             | 8 maggio 1918     | 38  | +33 –0 =5  |      |
| New York             | 21 settembre 1918 | 22  | +22 –0 =0  |      |
| Filadelfia           | 28 settembre 1918 | 30  | +28 –0 =2  |      |
| Hartford             | 3 dicembre 1918   | 29  | +29 –0 =0  |      |
| Filadelfia           | 4 dicembre 1918   | 16  | +14 –0 =2  |      |
| New York             | 8 gennaio 1919    | 26  | +26 –0 =0  |      |
| Troy                 | 10 gennaio 1919   | 18  | +18 –0 =0  |      |
| Syracuse             | 11 gennaio 1919   | 28  | +28 –0 =0  |      |
| Cleveland            | 13 gennaio 1919   | 48  | +45 –0 =3  |      |
| Chicago              | 18 gennaio 1919   | 45  | +44 –1 =0  |      |
| New Orleans          | 28 gennaio 1919   | 18  | +17 –0 =1  |      |
| New Orleans          | 30 gennaio 1919   | 18  | +17 –0 =1  |      |
| New Orleans          | 1 febbraio 1919   | 18  | +17 –0 =1  |      |
| Pittsburgh           | 10 febbraio 1919  | 18  | +17 –0 =1  | [39] |
| L'Avana              | aprile 1919       | 24  | +24 –0 =0  |      |
| L'Avana              | aprile 1919       | 14  | +14 –0 =0  |      |
| Londra               | 6 agosto 1919     | 28  | +21 –3 =4  | [40] |
| Hastings             | 23 agosto 1919    | 35  | +27 –1 =7  |      |
| Londra               | 28 agosto 1919    | 39  | +38 –1 =0  |      |
| Parigi               | 13 settembre 1919 | 25  | +24 –0 =1  |      |
| Londra               | 18 settembre 1919 | 40  | +36 –2 =2  |      |
| Newcastle upon Tyne  | 22 settembre 1919 | 40  | +38 –0 =2  |      |
| Glasgow              | 24 settembre 1919 | 37  | +35 –0 =2  |      |
| Liverpool            | 27 settembre 1919 | 33  | +29 –3 =1  |      |
| Liverpool            | 29 settembre 1919 | 40  | +36 –3 =1  |      |
| Manchester           | 1 ottobre 1919    | 31  | +30 –0 =1  |      |
| Stoke on Trent       | 2 ottobre 1919    | 40  | +40 –0 =0  |      |
| Leeds                | 3 ottobre 1919    | 40  | +40 –0 =0  |      |
| Bradford             | 7 ottobre 1919    | 40  | +35 –3 =2  |      |
| Sheffield            | 8 ottobre 1919    | 40  | +38 –1 =1  |      |
| Birmingham           | 9 ottobre 1919    | 40  | +36 –2 =2  |      |
| Cheltenham           | 10 ottobre 1919   | 39  | +36 –0 =3  |      |
| Cardiff              | 11 ottobre 1919   | 36  | +35 –0 =1  |      |
| Norwich              | 14 ottobre 1919   | 41  | +38 –0 =3  |      |
| Londra               | 15 ottobre 1919   | 40  | +35 –0 =5  |      |
| Hampstead            | 16 ottobre 1919   | 40  | +34 –2 =4  |      |
| Thornton Heath       | 18 ottobre 1919   | 42  | +35 –3 =4  |      |
| Ipswich              | 22 ottobre 1919   | 40  | +40 –0 =0  |      |
| St. Albans           | 24 ottobre 1919   | 40  | +40 –0 =0  |      |
| Wrexham              | 27 ottobre 1919   | 26  | +26 –0 =0  |      |
| Worcester            | 28 ottobre 1919   | 41  | +40 –1 =0  |      |
| Kingston upon Hull   | 29 ottobre 1919   | 40  | +36 –0 =4  |      |
| Guildford            | 1 novembre 1919   | 42  | +42 –0 =0  |      |
| Londra               | 13 novembre 1919  | 40  | +37 –1 =2  |      |
| Bury St. Edmunds     | 20 novembre 1919  | 34  | +34 –0 =0  |      |
| Dudley               | 24 novembre 1919  | 42  | +42 –0 =0  |      |
| Londra               | 2 dicembre 1919   | 38  | +36 –0 =2  | [41] |
| Dublino              | 4 dicembre 1919   | 40  | +27 –1 =12 |      |
| Dublino              | 5 dicembre 1919   | 40  | +37 –1 =2  |      |
| Belfast              | 10 dicembre 1919  | 39  | +38 –0 =1  |      |
| Luton                | 18 dicembre 1919  | 40  | +40 –0 =0  |      |
| Bromley              | 20 dicembre 1919  | 42  | +39 –1 =2  |      |
| Londra               | 18 gennaio 1920   | 30  | +27 –2 =1  | [42] |
| Madrid               | 1 febbraio 1920   | 30  | +28 –1 =1  |      |
| Madrid               | 3 febbraio 1920   | 30  | +27 –1 =2  |      |
| Bilbao               | 4 febbraio 1920   | 32  | +29 –1 =2  |      |
| Madrid               | 11 febbraio 1920  | 29  | +27 –0 =2  |      |
| Siviglia             | 13 febbraio 1920  | 30  | +28 –1 =1  |      |
| Siviglia             | 14 febbraio 1920  | 30  | +28 –1 =1  |      |
| Barcellona           | 20 febbraio 1920  | 32  | +27 –3 =2  |      |
| Barcellona           | 26 febbraio 1920  | 32  | +24 –2 =6  | [43] |
| Baltimora            | 26 marzo 1920     | 26  | +26 –0 =0  |      |
| Bristol              | 9 ottobre 1920    | 40  | +39 –0 =1  |      |
| Woolwich             | 13 ottobre 1920   | 41  | +40 –0 =1  |      |
| Amsterdam            | 18 ottobre 1920   | 31  | +26 –3 =2  |      |
| L'Aia                | 18 ottobre 1920   | 30  | +24 –2 =4  |      |
| Rotterdam            | 22 ottobre 1920   | 30  | +28 –1 =1  |      |
| 's-Hertogenbosch     | 23 ottobre 1920   | 30  | +27 –1 =2  |      |
| New York             | 16 dicembre 1920  | 35  | +32 –0 =3  |      |

## 1921–1930
| Città             | Data             | Nr. | Risultato  | Note           |
| ----------------- | ---------------- | --- | ---------- | -------------- |
| Cleveland         | 4 febbraio 1922  | 103 | +102 –0 =1 | [44]           |
| Chicago           | 7 febbraio 1922  | 58  | +50 –1 =7  |                |
| South Bend        | 9 febbraio 1922  | 29  | +29 –0 =0  |                |
| New York          | 23 febbraio 1922 | 40  | +37 –0 =3  |                |
| Filadelfia        | 25 febbraio 1922 | 53  | +46 –1 =6  | [6]            |
| Parigi            | 15 maggio 1922   | 40  | +38 –1 =1  |                |
| Manchester        | 2 ottobre 1922   | 32  | +32 –0 =0  |                |
| Londra            | 7 ottobre 1922   | 44  | +41 –1 =2  |                |
| Londra            | 22 ottobre 1922  | 33  | +29 –0 =4  |                |
| Rotherham         | 26 ottobre 1922  | 36  | +36 –0 =0  |                |
| Manchester        | 28 ottobre 1922  | 30  | +24 –4 =2  |                |
| Bolton            | 30 ottobre 1922  | 42  | +42 –0 =0  |                |
| New York          | 16 novembre 1922 | 34  | +30 –2 =2  |                |
| Filadelfia        | 18 novembre 1922 | 40  | +33 –1 =6  |                |
| Providence        | 20 novembre 1922 | 48  | +43 –0 =5  |                |
| New York          | 29 novembre 1922 | 25  | +21 –0 =4  |                |
| Cleveland         | 12 dicembre 1922 | 43  | +39 –3 =1  |                |
| Brooklyn          | 7 marzo 1924     | 33  | +25 –4 =4  |                |
| Filadelfia        | 8 marzo 1924     | 41  | +27 –5 =9  |                |
| New York          | 23 aprile 1924   | 16  | +16 –0 =0  | [45]           |
| Filadelfia        | 11 ottobre 1924  | 31  | +22 –1 =8  |                |
| Berlino           | 26 ottobre 1925  | 30  | +19 –1 =10 |                |
| Berlino           | 28 ottobre 1925  | 40  | +22 –0 =18 |                |
| Varsavia          | 30 ottobre 1925  | 30  | +15 –3 =12 |                |
| Mosca             | 7 novembre 1925  | 15  | +12 –2 =1  | [46]           |
| Mosca             | 8 novembre 1925  | 30  | +18 –1 =11 |                |
| Leningrado        | 20 novembre 1925 | 30  | +18 –4 =8  | [47]           |
| Londra            | 13 dicembre 1925 | 46  | +34 –4 =8  |                |
| L'Avana           | 3 maggio 1926    | 22  | +21 –0 =1  |                |
| Chicago           | 6 maggio 1926    | 25  | +23 –0 =2  |                |
| Cleveland         | 22 maggio 1926   | 33  | +32 –0 =1  |                |
| Cleveland         | 23 maggio 1926   | 20  | +20 –0 =0  |                |
| Filadelfia        | 5 giugno 1926    | 24  | +14 –3 =7  |                |
| New York          | 26 giugno 1926   | 43  | +42 –0 =1  |                |
| New York          | 30 novembre 1926 | 25  | +22 –0 =3  |                |
| Chicago           | 4 dicembre 1926  | 34  | +30 –1 =3  |                |
| Detroit           | 10 dicembre 1926 | 20  | +17 –0 =3  |                |
| Cleveland         | 11 dicembre 1926 | 34  | +31 –2 =1  |                |
| Cleveland         | 13 dicembre 1926 | 32  | +29 –0 =3  |                |
| L'Avana           | 15 gennaio 1927  | 25  | +20 –1 =4  |                |
| Santiago di Cuba  | gennaio 1927     | 29  | +29 –0 =0  |                |
| New York          | 22 marzo 1927    | 27  | +26 –0 =1  |                |
| Filadelfia        | 26 marzo 1927    | 18  | +18 –0 =0  |                |
| San Paolo         | 15 agosto 1927   | 20  | +19 –1 =0  |                |
| San Paolo         | 16 agosto 1927   | 23  | +21 –0 =2  |                |
| San Paolo         | 17 agosto 1927   | 34  | +33 –1 =0  |                |
| San Paolo         | 27 agosto 1927   | 10  | +10 –0 =0  | Con l'orologio |
| Rio de Janeiro    | 13 gennaio 1928  | 31  | +24 –4 =3  |                |
| Rio de Janeiro    | 14 gennaio 1928  | 27  | +23 –2 =2  |                |
| Rio de Janeiro    | 17 gennaio 1928  | 31  | +24 –2 =5  |                |
| Rio de Janeiro    | 19 gennaio 1928  | 10  | +8 –0 =2   |                |
| Filadelfia        | 10 febbraio 1928 | 15  | +12 –0 =3  |                |
| Brooklyn          | 11 febbraio 1928 | 47  | +44 –0 =3  |                |
| Berlino           | 4 agosto 1928    | 32  | +26 –3 =3  |                |
| Essen             | agosto 1928      | 30  | +24 –1 =5  |                |
| Copenaghen        | 2 novembre 1928  | 10  | +7 –2 =1   | Con l'orologio |
| Stoccolma         | 4 novembre 1928  | 7   | +5 –2 =0   | Con l'orologio |
| Stoccolma         | 5 novembre 1928  | 34  | +27 –2 =5  |                |
| Göteborg          | 7 novembre 1928  | 30  | +22 –1 =7  |                |
| Monaco di Baviera | 11 novembre 1928 | 40  | +29 –3 =8  |                |
| Londra            | 20 novembre 1928 | 39  | +39 –0 =0  |                |
| Manchester        | 21 novembre 1928 | 36  | +24 –3 =9  |                |
| Londra            | 22 novembre 1928 | 32  | +29 –1 =2  |                |
| Brooklyn          | 1 dicembre 1928  | 46  | +43 –0 =3  |                |
| L'Avana           | 16 febbraio 1929 | 20  | +15 –2 =3  |                |
| Londra            | 8 aprile 1929    | 40  | +35 –0 =5  |                |
| Londra            | 9 aprile 1929    | 36  | +36 –0 =0  |                |
| Londra            | 10 aprile 1929   | 40  | +40 –0 =0  |                |
| Londra            | 12 aprile 1929   | 21  | +16 –1 =4  |                |
| Londra            | 28 aprile 1929   | 35  | +29 –3 =3  |                |
| Berlino           | 25 giugno 1929   | 31  | +28 –0 =3  |                |
| Praga             | 21 luglio 1929   | 34  | +24 –3 =7  |                |
| Praga             | 25 luglio 1929   | 25  | +24 –0 =1  |                |
| Berlino           | 4 dicembre 1929  | 31  | +25 –2 =4  |                |
| Monaco            | 8 dicembre 1929  | 40  | +28 –6 =6  |                |
| Vienna            | 10 dicembre 1929 | 40  | +30 –2 =8  |                |
| Parigi            | 23 dicembre 1930 | 18  | +18 –0 =0  |                |

## 1931–1941
| Città             | Data              | Nr. | Risultato  | Note           |
| ----------------- | ----------------- | --- | ---------- | -------------- |
| Newcastle         | 14 gennaio 1931   | 40  | +37 –0 =3  |                |
| New York          | 12 febbraio 1931  | 50  | +28 –6 =16 | [48]           |
| Boston            | 23 febbraio 1931  | 40  | +32 –2 =6  |                |
| L'Avana           | 29 marzo 1931     | 25  | +23 –1 =1  |                |
| L'Avana           | 4 aprile 1931     | 25  | +22 –0 =3  |                |
| Londra            | 14 aprile 1931    | 20  | +19 –1 =1  |                |
| Amsterdam         | 1 agosto 1931     | 32  | +26 –3 =3  |                |
| L'Aia             | 4 agosto 1931     | 28  | +26 –2 =0  |                |
| L'Avana           | 14 maggio 1932    | 66  | +46 –4 =16 | [49]           |
| L'Avana           | 28 gennaio 1933   | 37  | +33 –0 =4  |                |
| L'Avana           | 26 febbraio 1933  | 27  | +26 –0 =1  |                |
| L'Avana           | 5 marzo 1933      | 8   | +7 –0 =1   | Con l'orologio |
| Balboa            | 13 marzo 1933     | 20  | +20 –0 =0  |                |
| Balboa            | 15 marzo 1933     | 33  | +33 –0 =0  |                |
| Balboa            | 17 marzo 1933     | 40  | +39 –0 =1  |                |
| Colón             | 23 marzo 1933     | 19  | +19 –0 =0  |                |
| Los Angeles       | 8 aprile 1933     | 32  | +25 –1 =6  |                |
| El Paso           | 14 aprile 1933    | 18  | +17 –0 =1  |                |
| Torreón           | 16 aprile 1933    | 29  | +29 –0 =0  | [50]           |
| Monterrey         | 18 aprile 1933    | 20  | +20 –0 =0  |                |
| San Luis Potosí   | 19 aprile 1933    | 30  | +30 –0 =0  |                |
| Città del Messico | 21 aprile 1933    | 40  | +35 –2 =3  |                |
| Città del Messico | 24 aprile 1933    | 40  | +31 –2 =7  |                |
| Città del Messico | 26 aprile 1933    | 28  | +26 –0 =2  |                |
| Città del Messico | 29 aprile 1933    | 40  | +36 –1 =3  |                |
| Città del Messico | 2 maggio 1933     | 20  | +18 –2 =0  |                |
| Città del Messico | 4 maggio 1933     | 38  | +36 –1 =1  |                |
| Città del Messico | 8 maggio 1933     | 28  | +27 –1 =0  |                |
| Città del Messico | 9 maggio 1933     | 15  | +15 –0 =0  |                |
| Cuernavaca        | 10 maggio 1933    | 27  | +27 –0 =0  |                |
| Guadalajara       | 11 maggio 1933    | 26  | +23 –1 =2  |                |
| Mazatlán          | 14 maggio 1933    | 38  | +36 –1 =1  |                |
| Culiacán          | 16 maggio 1933    | 31  | +31 –0 =0  | [51]           |
| Hollywood         | 21 maggio 1933    | 23  | +21 –0 =2  |                |
| San Juan          | 9 ottobre 1934    | 31  | +31 –0 =0  |                |
| San Juan          | 10 ottobre 1934   | 29  | +29 –0 =0  |                |
| Manchester        | 7 gennaio 1935    | 40  | +39 –0 =1  |                |
| Rotterdam         | 19 gennaio 1935   | 30  | +26 –0 =4  |                |
| Parigi            | gennaio 1935      | 12  | +12 –0 =0  |                |
| Lipsia            | 28 gennaio 1935   | 30  | +26 –0 =4  |                |
| Bayreuth          | 29 gennaio 1935   | 31  | +29 –1 =1  |                |
| Berlino           | 1 febbraio 1935   | 30  | +27 –1 =2  |                |
| Berlino           | 2 febbraio 1935   | 30  | +27 –1 =2  |                |
| Praga             | 5 febbraio 1935   | 33  | +25 –3 =5  |                |
| Ostrava           | 6 febbraio 1935   | 32  | +22 –2 =8  |                |
| Varsavia          | 8 febbraio 1935   | 34  | +24 –4 =6  |                |
| Mosca             | 10 febbraio 1935  | 30  | +7 –14 =9  | [52]           |
| Leningrado        | 12 febbraio 1935  | 30  | +10 –11 =9 |                |
| Mosca             | 4 marzo 1935      | 30  | +25 –3 =2  |                |
| Mosca             | 16 marzo 1935     | 30  | +14 –7 =9  |                |
| Leningrado        | 21 marzo 1935     | 25  | +21 –3 =1  |                |
| Leningrado        | 24 marzo 1935     | 10  | +3 –4 =3   | Con l'orologio |
| Bilbao            | 27 novembre 1935  | 30  | +25 –3 =2  |                |
| Bilbao            | 29 novembre 1935  | 8   | +7 –0 =1   | Con l'orologio |
| Logroño           | 30 novembre 1935  | 30  | +30 –0 =0  |                |
| Burgos            | 2 dicembre 1935   | 25  | +24 –0 =1  |                |
| Madrid            | 3 dicembre 1935   | 31  | +27 –3 =1  |                |
| Madrid            | 10 dicembre 1935  | 19  | +18 –1 =0  |                |
| Barcellona        | 13 dicembre 1935  | 40  | +35 –3 =2  |                |
| Barcellona        | 14 dicembre 1935  | 10  | +9 –1 =0   | Con l'orologio |
| Manresa           | 15 dicembre 1935  | 40  | +40 –0 =0  |                |
| Barcellona        | 17 dicembre 1935  | 30  | +27 –2 =1  |                |
| Tàrrega           | 19 dicembre 1935  | 30  | +30 –0 =0  |                |
| San Sebastián     | 27 dicembre 1935  | 40  | +40 –0 =0  | [53]           |
| L'Avana           | 27 marzo 1936     | 20  | +14 –1 =5  |                |
| Mosca             | 11 maggio 1936    | 30  | +27 –0 =3  |                |
| Mosca             | 31 maggio 1936    | 30  | +23 –3 =4  |                |
| Königsberg        | 10 giugno 1936    | 30  | +24 –2 =4  |                |
| Leningrado        | 12 giugno 1936    | 30  | +12 –9 =9  |                |
| Kiev              | 18 giugno 1936    | 30  | +23 –2 =5  |                |
| Kiev              | 19 giugno 1936    | 30  | +18 –5 =7  |                |
| Dnepropetrovsk    | 22 giugno 1936    | 30  | +20 –2 =8  |                |
| Dnepropetrovsk    | 23 giugno 1936    | 30  | +20 –2 =8  |                |
| Odessa            | 25 giugno 1936    | 10  | +3 –1 =6   | Con l'orologio |
| Odessa            | 26 giugno 1936    | 30  | +21 –2 =7  |                |
| Odessa            | 27 giugno 1936    | 30  | +21 –3 =5  |                |
| Charkiv           | 28 giugno 1936    | 30  | +21 –4 =6  |                |
| Charkiv           | 29 giugno 1936    | 30  | +17 –5 =8  |                |
| Charkiv           | 30 giugno 1936    | 30  | +18 –2 =10 |                |
| New York          | 14 dicembre 1936  | 32  | +28 –1 =3  |                |
| Miami             | 28 marzo 1937     | 22  | +21 –1 =0  |                |
| L'Avana           | 17 aprile 1937    | 70  | +50 –6 =14 |                |
| Semmering         | 11 settembre 1937 | 28  | +25 –0 =3  |                |
| Vienna            | 17 ottobre 1937   | 30  | +20 –0 =10 |                |
| Vienna            | 20 ottobre 1937   | 31  | +29 –0 =2  |                |
| New York          | 19 marzo 1938     | 14  | +13 –1 =0  |                |
| Filadelfia        | 21 marzo 1938     | 24  | +24 –0 =0  |                |
| L'Avana           | 8 maggio 1938     | 30  | +22 –2 =6  |                |
| Santiago di Cuba  | 10 settembre 1938 | 70  | +50 –6 =14 |                |
| Buenos Aires      | 30 settembre 1939 | 20  | +18 –0 =2  |                |
| Santiago del Cile | 26 gennaio 1940   | 26  | +21 –3 =2  |                |
| L'Avana           | 13 aprile 1940    | 25  | +21 –0 =4  |                |
| L'Avana           | 2 aprile 1941     | 8   | +6 –0 =2   | Con l'orologio |
| New York          | 6 novembre 1941   | 22  | +19 –2 =1  | [54]           |